# Concistori dell'antipapa Clemente VII

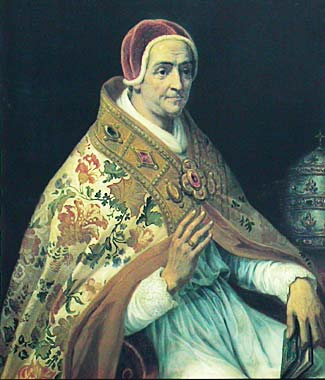
Antipapa Clemente VII

Questa voce raccoglie l'elenco completo dei concistori per la creazione di nuovi (pseudo) cardinali presieduti dall'antipapa Clemente VII, con l'indicazione di tutti gli (pseudo) cardinali creati. In dodici concistori, Clemente VII ha creato 34 (pseudo) cardinali, provenienti da 4 nazioni: 22 francesi, 7 italiani, 4 spagnoli ed 1 portoghese.

## 18 dicembre 1378 (I)
Il 18 dicembre 1378, nel suo primo concistoro, l'antipapa Clemente VII creò 6 nuovi (pseudo) cardinali. I sei nuovi (pseudo) porporati furono:
- Giacomo da Itri, patriarca di Gerusalemme ed amministratore apostolico di Otranto, creato (pseudo) cardinale presbitero di Santa Prisca; deceduto il 30 marzo 1393;
- Niccolò Brancaccio, arcivescovo metropolita di Cosenza, creato (pseudo) cardinale presbitero di Santa Maria in Trastevere; deceduto il 29 giugno 1412;
- Pierre Amiehl de Brénac, O.S.B., arcivescovo metropolita di Embrun, creato (pseudo) cardinale presbitero di San Marco; deceduto il 10 agosto 1389;
- Pierre-Raymond de la Barrière, C.R.S.A., vescovo di Autun, creato (pseudo) cardinale presbitero dei Santi Marcellino e Pietro; deceduto il 13 giugno 1383;
- Nicolas de Saint-Saturnin, O.P., Maestro del Sacro Palazzo Apostolico, creato (pseudo) cardinale presbitero dei Santi Silvestro e Martino ai Monti; deceduto il 23 gennaio 1382;
- Leonardo Rossi, O.F.M., Ministro generale dell'Ordine dei frati minori, creato (pseudo) cardinale presbitero di San Sisto; deceduto il 17 marzo 1407.

## 19 marzo 1381 (II)
Il 19 marzo 1381, nel suo secondo concistoro, l'antipapa Clemente VII creò 1 solo nuovo (pseudo) cardinale:
- Gautier Gómez de Luna, vescovo di Palencia, creato (pseudo) cardinale presbitero dei Santi Giovanni e Paolo; deceduto il 13 gennaio 1381.

## 30 maggio 1382 (III)
Il 30 maggio 1382, nel suo terzo concistoro, l'antipapa Clemente VII creò 1 solo nuovo (pseudo) cardinale:
- Tommaso di Casasco, O.P., inquisitore e confessore del Duca Amedeo VII di Savoia, creato (pseudo) cardinale presbitero di Santa Sabina; deceduto il 17 giugno 1390.

## 23 dicembre 1383 (IV)
Il 23 dicembre 1383, nel suo quarto concistoro, l'antipapa Clemente VII creò 9 (pseudo) cardinali. I nove (pseudo) porporati furono:
- Pierre Murat de Cros, O.S.B., arcivescovo metropolita di Arles, creato (pseudo) cardinale presbitero dei Santi Nereo e Achilleo; deceduto il 16 novembre 1388;
- Faydit d'Aigrefeuille, O.S.B., vescovo di Avignone, creato (pseudo) cardinale presbitero dei Santi Silvestro e Martino ai Monti; deceduto il 2 ottobre 1391;
- Aymeric de Magnac, vescovo di Parigi, creato (pseudo) cardinale presbitero di Sant'Eusebio; deceduto il 21 marzo 1385;
- Jacques de Menthonay, cappellano dell'antipapa Clemente VII, creato (pseudo) cardinale presbitero dei Santi Marcellino e Pietro; deceduto il 16 maggio 1391;
- Amedeo di Saluzzo, vescovo eletto di Valence e Die, creato (pseudo) cardinale diacono di Santa Maria Nuova; confermato cardinale dopo il 16 dicembre 1417 da papa Martino V; deceduto il 28 giugno 1419;
- Pierre Aycelin de Montaigut, O.S.B., vescovo di Laon, creato (pseudo) cardinale presbitero; deceduto l'8 novembre 1388 senza aver ricevuto il titolo cardinalizio;
- Walter Wardlaw, vescovo di Glasgow, creato (pseudo) cardinale presbitero; deceduto il 23 dicembre 1387 senza aver ricevuto il titolo cardinalizio;
- Jean de Neufchâtel, vescovo di Toul, creato (pseudo) cardinale presbitero dei Santi Quattro Coronati; deceduto il 4 ottobre 1398;
- Pierre de Fétigny, protonotario apostolico, creato (pseudo) cardinale diacono dei Santa Maria in Aquiro; deceduto il 5 novembre 1392;

L'antipapa Clemente VII creò (pseudo) cardinale anche Martinho de Zamora, vescovo di Lisbona, assassinato il 6 dicembre 1383 prima che avesse luogo il concistoro, ma la notizia giunse ad Avignone a concistoro avvenuto.

## 15 aprile 1384 (V)
Il 15 aprile 1384, nel suo quinto concistoro, l'antipapa Clemente VII creò 1 solo nuovo (pseudo) cardinale:
- Pietro di Lussemburgo, vescovo di Metz, creato (pseudo) cardinale diacono di San Giorgio in Velabro; deceduto il 2 luglio 1387; beatificato il 9 aprile 1527 da papa Clemente VII.

## 12 luglio 1385 (VI)
Il 12 luglio 1385, nel suo sesto concistoro, l'antipapa Clemente VII creò 8 nuovi (pseudo) cardinali. Gli otto (pseudo) porporati furono:
- Bertrand de Chanac, patriarca di Gerusalemme ed amministratore apostolico di Le Puy-en-Velay, creato (pseudo) cardinale presbitero di Santa Pudenziana; deceduto il 21 maggio 1401;
- Tommaso Ammanati, antiarcivescovo di Napoli, creato (pseudo) cardinale presbitero di Santa Prassede; deceduto il 9 dicembre 1396;
- Giovanni Piacentini, arcivescovo-vescovo di Castello, creato (pseudo) cardinale presbitero di San Ciriaco alle Terme Diocleziane; deceduto il 9 maggio 1404;
- Amaury de Lautrec, C.R.S.A., vescovo di Comminges, creato (pseudo) cardinale presbitero di Sant'Eusebio; deceduto il 7 giugno 1390;
- Jean de Murol, vescovo di Saint-Paul-Trois-Châteaux, creato (pseudo) cardinale presbitero dei Santi Vitale, Valeria, Gervasio e Protasio; deceduto il 10 febbraio 1399;
- Jean Rolland, vescovo di Amiens, creato (pseudo) cardinale presbitero (titolo ignoto); poco dopo ricevette la Frascati; deceduto il 17 dicembre 1388;
- Jean Allarmet de Brogny, vescovo di Viviers, creato (pseudo) cardinale presbitero di Sant'Anastasia; confermato cardinale dopo l'11 novembre 1417 da papa Martino V; deceduto il 16 febbraio 1426;
- Pierre de Thury, vescovo di Maillezais, creato (pseudo) cardinale presbitero di Santa Susanna; deceduto il 9 dicembre 1410.

## gennaio 1387 (VII)
Nel gennaio 1387, nel suo settimo concistoro, l'antipapa Clemente VII creò 1 solo nuovo (pseudo) cardinale:
- Jaume de Prades i de Foix, vescovo di Valencia, creato (pseudo) cardinale presbitero di San Clemente; deceduto il 30 maggio 1396.

## 3 novembre 1389 (VIII)
Il 3 novembre 1389, nel suo ottavo concistoro, l'antipapa Clemente VII creò 1 solo nuovo (pseudo) cardinale:
- Jean de Talaru, arcivescovo metropolita di Lione, creato (pseudo) cardinale presbitero; deceduto il 24 settembre 1392 senza aver ricevuto il titolo cardinalizio.

## 21 luglio 1390 (IX)
Il 21 luglio 1390, nel suo nono concistoro, l'antipapa Clemente VII creò 1 solo nuovo (pseudo) cardinale:
- Martín de Zalba, vescovo di Pamplona, creato (pseudo) cardinale presbitero di San Lorenzo in Lucina; deceduto il 27 ottobre 1403.

## 17 ottobre 1390 (X)
Il 17 ottobre 1390, nel suo decimo concistoro, l'antipapa Clemente VII creò 2 nuovi (pseudo) cardinali. I due nuovi (pseudo) porporati furono:
- Jean Flandrin, arcivescovo metropolita di Auch, creato (pseudo) cardinale presbitero dei Santi Giovanni e Paolo; deceduto l'8 luglio 1415;
- Pierre Girard, vescovo di Le Puy-en-Velay, creato (pseudo) cardinale presbitero di San Pietro in Vincoli; deceduto il 9 novembre 1415.

## 17 aprile 1391 (XI)
Il 17 aprile 1391, nel suo undicesimo concistoro, l'antipapa Clemente VII creò 1 solo nuovo (pseudo) cardinale:
- Guillaume de Vergy, arcivescovo metropolita di Besançon, creato (pseudo) cardinale presbitero di Santa Cecilia; deceduto nel 1407.

## 23 gennaio 1394 (XII)
Il 23 gennaio 1394, nel suo dodicesimo ed ultimo concistoro, l'antipapa Clemente VII creò 1 solo nuovo (pseudo) cardinale:
- Pedro Fernández de Frías, vescovo di Osma, creato (pseudo) cardinale presbitero di Santa Prassede; confermato cardinale dopo l'11 novembre 1417 da papa Martino V; deceduto il 19 settembre 1420.

## Altri (pseudo) cardinali
Alcune fonti menzionano la creazione di altri 7 (pseudo) cardinali da parte dell'antipapa Clemente VII:
- Louis I de Gorrevod[1], vescovo di Saint-Jean-de-Maurienne, creato (pseudo) cardinale presbitero nel concistoro del 1394; probabilmente mai esistito e confuso con il cardinale Louis de Gorrevod de Challand;
- Jean de Rochechouart[1], arcivescovo metropolita di Arles, creato (pseudo) cardinale presbitero nel concistoro del 1394; deceduto il 13 dicembre 1398;
- Guillaume de Gimiel[2], vescovo di Cartagena, creato (pseudo) cardinale presbitero; deceduto prima del 12 dicembre 1383;
- Edoardo di Savoia-Acaia[2], arcivescovo metropolita di Tarantasia, creato (pseudo) cardinale presbitero; deceduto nel febbraio 1395;
- Guillaume d'Espagne[2], vescovo di Comminges, creato (pseudo) cardinale presbitero; deceduto prima del 18 maggio 1384;
- Gilles Aycelin de Bellèmere[2], vescovo di Avignone, creato (pseudo) cardinale presbitero; deceduto nel 1407;
- Raymond Ithier[3], chierico, creato (pseudo) cardinale diacono; deceduto il 16 luglio 1385.